# Unione dei comuni degli Ernici
L'Unione dei comuni degli Ernici è un ente locale sovracomunale dotato di autonomia statutaria, che riuniva i comuni di Fumone, Guarcino, Torre Cajetani, Trivigliano e Vico nel Lazio ubicati in provincia di Frosinone nel Lazio..

## Comuni
| Comune         | Popolazione (residenti al 28-02-2015) | Superficie (km²) | Stemma |
| -------------- | ------------------------------------- | ---------------- | ------ |
| Fumone         | 2.120                                 | 14,84            |        |
| Guarcino       | 1.630                                 | 40,37            |        |
| Torre Cajetani | 1.392                                 | 11,99            |        |
| Trivigliano    | 1.695                                 | 12,64            |        |
| Vico nel Lazio | 2.249                                 | 45,85            |        |